# Хиона
Хиона (гр. Xιόνη) в древногръцката митология е името на:
1. Дъщеря на Борей и Орития, внучка на Астрей и Еос. Сестра на Зет, Калаид и Клеопатра (Аполодор Ill 15, 2). От Посейдон родила син – Евмолп. Боейки се от гнева на баща си, Хиона хвърлила детето в морето, но Посейдон го спасил и пренесъл в Етиопия (Аполодор, III 15, 4);
2. Дъщеря на цар Дедалион. Майка на Автолик от Хермес и на Филамон от Аполон. Убита от Артемида, защото се хвалила, че била по красива от богините (Овидий, „Метаморфози“ XI 291 – 345; Хигин, „Фабула“ 200). Безутешният ѝ баща бил превърнат от Артемида в ястреб.
3. Майка на бог Приап познат като бог на половите органи, когото родила от Дионис (Schol. Theocr. I 21).
4. Дъщеря на речния бог Нил и океанидата Калироя. Оскърбена на един селянин, тя била пренесена от Хермес на облак откъдето пратила сняг (гр. χιών), който вреди на посевите.
5. Любима на Посейдон, от когото има син, на име Хиос. (никъде, освен в англ.уики не намирам потвърждение за последното?)